# 妙寿尼
妙寿尼（みょうじゅに、天文14年2月5日（1545年3月27日） - 慶長18年11月19日（1613年12月30日））は、戦国時代から江戸時代初期にかけての女性。播磨国佐用郡（兵庫県佐用郡佐用町）上月城主・上月景貞（景高・定之）の正室で、平岡頼勝室と黒田正好の母。実名は不詳。院号は遍照院（へんしょういん）。

## 生涯
天文14年（1545年）2月5日、播磨国印南郡（兵庫県加古川市）志方城主・櫛橋伊定の長女として出生。兄に櫛橋政伊、妹に黒田孝高室（光・照福院）がいる。　
永禄3年（1560年）、16歳で播磨国守護職・赤松氏の一族である上月景貞に嫁ぎ、その後2人の子を産む。
天正5年（1577年）11月末より、上月城では織田軍と毛利軍との間で約7ヶ月間にわたり数度の攻防戦が繰り返され、天正6年（1578年）2月には毛利方に属した夫の景貞が宇喜多直家の命により城主となるが、同年3月下旬に織田方の羽柴秀吉（後の豊臣秀吉）らの軍勢による猛攻と、配下の江原親次の謀反により落城する。景貞は負傷しながらも城外へ脱出し、わずかな手勢を率いて高倉山の秀吉の本陣を目指し奮戦するが叶わず、千種川沿いの櫛田（兵庫県佐用町櫛田）の山中にて自刃または討死したとされる。
この時、夫人は2人の子と共に義弟である秀吉軍の黒田孝高（官兵衛）の陣中を頼る。孝高はその悲境を憐み、秀吉の許しを得て3人を黒田家で引き取ることになった。後に夫人は出家して妙寿尼と称し、また2人の子のうち、姉は小早川秀秋の家老・平岡頼勝に嫁ぎ、弟は元服して名を上月次郎兵衛正好と改めた。
天正18年（1590年）3月、豊前国下毛郡中津（大分県中津市）の中津城にいた黒田如水（孝高）の招きで播磨国を離れ、同地へ移り住む。嫡男の正好は黒田姓を称し、中津で黒田家の旗本となるが、文禄元年（1592年）の文禄の役に参陣し朝鮮へ渡り、同年6月15日の大同江の戦いで平壌にて戦死している（享年25）。
慶長5年（1600年）12月、甥の黒田長政が筑前国（福岡県）へ国替になったことに伴い、中津城から糟屋郡の名島城（福岡市東区名島）へ移る。 その後、那珂郡警固村福崎（福岡市中央区城内）の地に福岡城が築かれると、同城内の本丸西の屋敷で妹の照福院（光）と同居し、余生を送った。
慶長18年（1613年）11月19日、筑前国福岡にて没した。享年69。戒名は遍照院殿量誉妙寿尼公大姉。
墓所は福岡県宮若市龍徳の光明寺。

## 関連作品
- 軍師官兵衛（2014年、演：酒井若菜）